# CARA Brazzaville
CARA Brazzaville este un club profesionist de fotbal din Republica Congo.